# Selección de fútbol de Laponia
La Selección de fútbol de Laponia es el representativo del pueblo Sami en la zona septentrional de Suecia, Finlandia, Noruega y Rusia en las competiciones oficiales. Laponia es un miembro de ConIFA cuyo representante es la Asociación de Fútbol de Laponia, pero no es miembro de la FIFA, así que sus partidos no son reconocidos por esta entidad.

## Historia

### Inicios y primeros partidos (1985-1998)
El primer partido en la historia de Laponia se disputó el 18 de julio de 1985, contra las Islas Åland. La selección para ese encuentro estaba compuesta en su mayoría de jugadores de origen Sami provenientes de Noruega, y en parte de Suecia y Finlandia. Con un resultado de 4:2, Åland derrotó a Laponia. Un año más tarde, ambas selecciones se volvieron a ver las caras, esta vez saliendo victorioso el conjunto Sami con un marcador de 2:0. Otro año más tarde, Laponia fue goleada por el equipo olímpico de la Alemania Democrática por 0:6. Cinco días después, el 30 de julio de 1987, Laponia jugó su tercer partido contra Åland, perdiendo por 1:0.
Tres años después, ya en los años 1990, el equipo Sami jugó cuatro partidos amistosos contra Estonia: en 1990, perdiendo por 2:0; en 1991, ganando por 2:1; en 1992, siendo derrotada por 2:1; y en 1998, con un empate por 0:0.

### Llegada del nuevo milenio y afiliación a la N.F.-Board (2001-2012)
Tras su afiliación a la NF-Board, Laponia disputó la Copa Mundial VIVA, siendo campeón en 2006 tras golear a Mónaco por 21:1 en la final. En las siguientes dos ediciones (2008 y 2009) quedó en el 3.º lugar.

### Afiliación a la ConIFA (2014-presente)
Tras la disolución de la NF-Board, Laponia se afilió a la ConIFA. Desde entonces, ha jugado dos Copas Mundiales de ConIFA: la primera en 2014 y la segunda en 2016. También ha participado en la Copa Europa de ConIFA 2019.

## Estadísticas

### Copa Mundial VIVA
| Año   | Posición     | PJ           | PG           | PE           | PP           | GF           | GC           |
| ----- | ------------ | ------------ | ------------ | ------------ | ------------ | ------------ | ------------ |
| 2006  | Campeón      | 4            | 4            | 0            | 0            | 45           | 1            |
| 2008  | 3.º lugar    | 5            | 2            | 1            | 2            | 9            | 8            |
| 2009  | 3.º lugar    | 4            | 1            | 1            | 2            | 12           | 12           |
| 2010  | No participó | No participó | No participó | No participó | No participó | No participó | No participó |
| 2012  | No participó | No participó | No participó | No participó | No participó | No participó | No participó |
| Total | 2/5          | 13           | 7            | 2            | 4            | 66           | 21           |

### Copa Mundial ConIFA
| Año   | Posición     | PJ           | PG           | PE           | PP           | GF           | GC           |
| ----- | ------------ | ------------ | ------------ | ------------ | ------------ | ------------ | ------------ |
| 2014  | 10.º         | 4            | 1            | 0            | 3            | 6            | 10           |
| 2016  | 5.º          | 5            | 3            | 0            | 2            | 10           | 4            |
| 2018  | No participó | No participó | No participó | No participó | No participó | No participó | No participó |
| 2020  | Cancelado    | Cancelado    | Cancelado    | Cancelado    | Cancelado    | Cancelado    | Cancelado    |
| Total | 2/3          | 9            | 4            | 0            | 5            | 16           | 14           |

### Copa Europa de ConIFA
| Año   | Posición       | PJ             | PG             | PE             | PP             | GF             | GC             |
| ----- | -------------- | -------------- | -------------- | -------------- | -------------- | -------------- | -------------- |
| 2015  | No participó   | No participó   | No participó   | No participó   | No participó   | No participó   | No participó   |
| 2017  | No participó   | No participó   | No participó   | No participó   | No participó   | No participó   | No participó   |
| 2019  | 6.º            | 5              | 1              | 0              | 4              | 5              | 14             |
| 2021  | Por disputarse | Por disputarse | Por disputarse | Por disputarse | Por disputarse | Por disputarse | Por disputarse |
| Total | 1/3            | 5              | 1              | 0              | 4              | 5              | 14             |